# Earl Butz

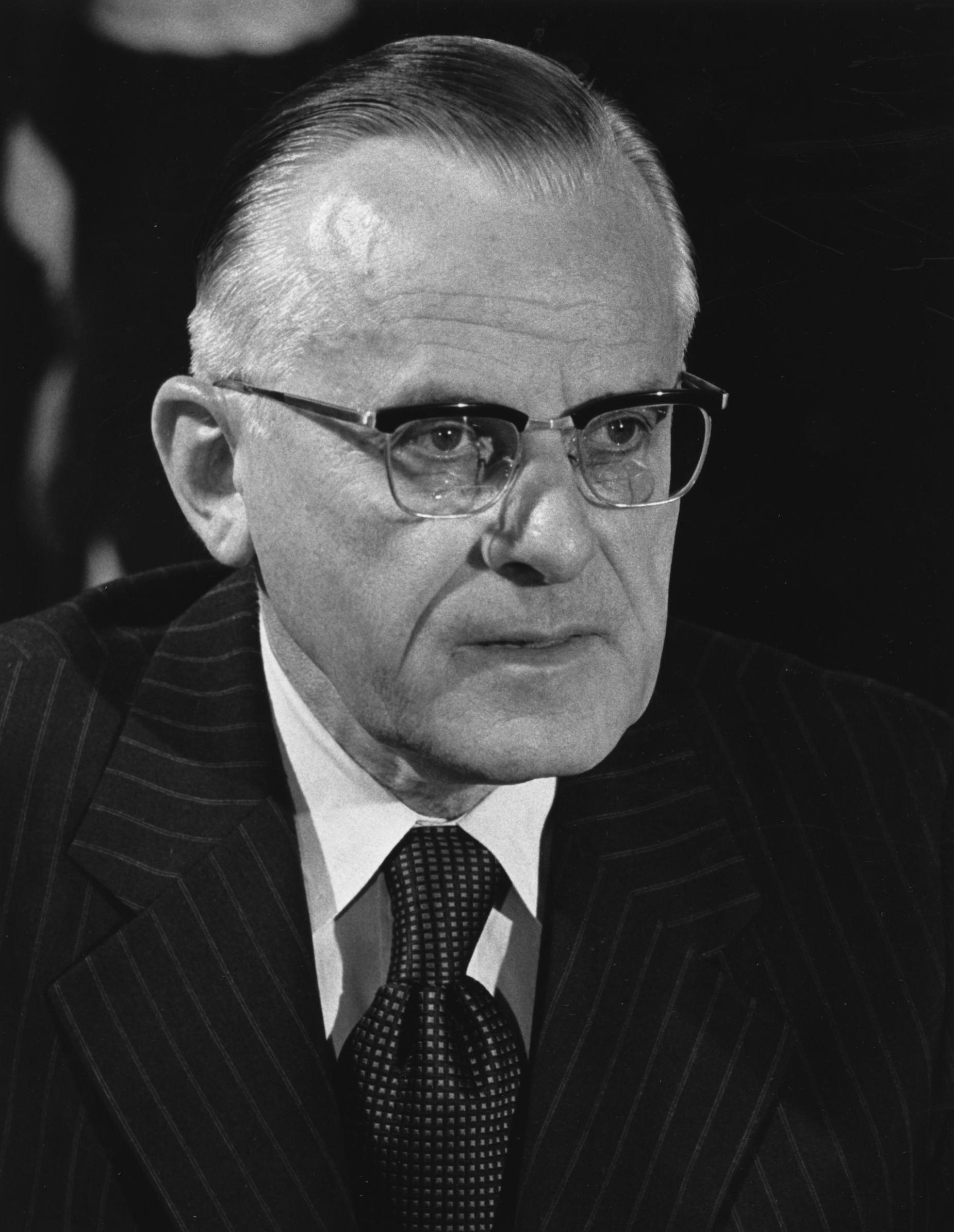
Earl L. Butz

Earl Lauer Butz (* 3. Juli 1909 in Albion, Noble County, Indiana; † 2. Februar 2008 in Washington, D.C.) war ein US-amerikanischer Politiker (Republikanische Partei) und Landwirtschaftsminister der Vereinigten Staaten unter den Präsidenten Richard Nixon und Gerald Ford.

## Leben
Butz wurde 1909 als Sohn eines Landwirts geboren. Er besuchte die Wawaka High School in Indiana und studierte anschließend an der Purdue University in Lafayette Landwirtschaft und bestand dort 1932 ein Bachelor-Examen. Seit 1933 war er als Farmer im Noble County berufstätig und arbeitete von 1934 bis 1935 als Forschungsassistent an der Purdue University. Im Jahr darauf wurde er Forscher und beschäftigte sich mit wirtschaftswissenschaftlichen Arbeiten. Er absolvierte währenddessen 1936 ein postgraduales Studium an der University of Chicago. Diese tätigte er an der Bundeslandwirtschaftsbank in Louisville in Kentucky, von der er aber ein Jahr später wieder zur Purdue University zurückkehrte. Dort promovierte er schließlich 1937 und arbeitete anschließend bis 1939 als Dozent. Er schlug eine Professorenkarriere ein und wurde 1946 als ordentlicher Professor für Landwirtschaftswissenschaften beschäftigt, was er bis 1965 blieb. Er war auch Dekan der landwirtschaftlichen Fakultät dieser Hochschule.
Butz war auch als Dozent an vielen anderen Hochschulen in den Vereinigten Staaten, wie der Universität Wisconsin und der Rutgers-Universität. Außerdem war er Direktor vieler amerikanischer Firmen, so etwa der Standard Life Insurance Company of Indiana, der J.I. Case Company in Racine, Wisconsin und der Ralston Purina Co. in St. Louis. Er war seit 1937 mit Mary Emma Powell verheiratet, mit der er zwei Söhne hatte.

## Politik
Politisch arbeitete Butz erstmals von 1954 bis 1957, als er unter Dwight D. Eisenhower stellvertretender Landwirtschaftsminister war. Anschließend wurde er wieder Dekan der landwirtschaftlichen Fakultät an der Purdue University. Nach seiner Emeritierung konzentrierte er sich auf seine Direktorenposten, bis er im November 1971 von Richard Nixon zum neuen amerikanischen Landwirtschaftsminister ernannt wurde. Sein Vorgänger Clifford M. Hardin wurde aus taktischen Gründen nicht mehr aufgestellt, da Butz aus dem landwirtschaftlich geprägten Mittelwesten stammte und dem glücklosen Hardin die Lösung der Probleme der Landwirtschaft nicht mehr zugetraut wurde. Butz’ Bestätigung als neuer Minister im Senat fiel knapp aus: Lediglich 51 Senatoren stimmten für ihn, 46 gegen ihn.
Butz schaffte Marktstützungsmaßnahmen (Henry A. Wallace’ „Ever-Normal Granary“) ab. Damit löste er eine Produktionsausweitung vor allem bei Mais aus und befeuerte so den Strukturwandel (englisch get big or get out).
Nachdem der Sowjetunion eine Missernte widerfahren ist, vermittelte Butz dieser einen Kredit über 750 Millionen Dollar zum Ankauf von amerikanischem Weizen. Er blieb auch nach Nixons Wiederwahl im November 1972 in seinem Kabinett und übte ebenso nach Nixons Rücktritt 1974 das Ministeramt unter Gerald Ford aus. Butz trat am 4. Oktober 1976 zurück, nachdem er einen rassistischen Witz gemacht hatte und dieser, obwohl im privaten Rahmen getätigt, in der Presse publiziert wurde. Um Ford im Wahlkampf nicht zu schädigen, trat er zurück.

## Veröffentlichungen
- The Production Credit System for Farmers (1944)
- Seasonal Variation of Food Farm Prices (1942)
- Veal Calf Prices in Indiana (1944)
- Price Fixings for Food Stuffs (1952)
- Seasonal Price Variations and Economy of Feeds in Indiana (1943), zusammen mit Eugene G. Byer